# Lilu järv
Lilu järv (järv = See) ist ein natürlicher See in der Landgemeinde Kanepi im Kreis Põlva auf dem estnischen Festland. 1,2 Kilometer vom 1,5 Hektar großen See entfernt liegt das Dorf Prangli und 42,5 Kilometer entfernt liegt der 3555 km² große Peipussee (Peipsi-Pihkva järv).